# Carl Ulric Kuylenstierna
Carl Ulric Kuylenstierna, född 18 juni 1791 på Vi i Löts socken, Östergötlands län, död 25 juni 1856 på Arnö herrgård i Sankt Nicolai socken, Södermanlands län, var en svensk militär. Han var far till Edvard Kuylenstierna.
Carl Kuylenstierna var son till kapten Wilhelm Julius Kuylenstierna och Christina Sofia Skytte af Sätra. Han blev kadett vid Krigsakademien på Karlberg 1804 och utexaminerades därifrån 1808. Kuylenstierna blev fänrik vid Livregementets grenadjärkår 1808, sekundlöjtnant där 1811, premiärlöjtnant 1812, kapten i regementet 1814 och vid regementet 1815. Han deltog i finska kriget och där bland annat i slaget vid Sävar och träffningen vid Ratan. Kuylenstierna deltog även i fälttågen i Tyskland och Norge 1813–1814 och där bland annat i slaget vid Grossbeeren, slaget vid Dennewitz och slaget vid Leipzig. Han blev major 1824, transporterades till Södermanlands regemente 1828, befordrades 1833 till överstelöjtnant och premiärmajor där, 1837 till överste. Kuylenstierna var 1837–1856 chef för regementet. År 1848 befordrades han till generalmajor. Kuylenstierna var ledamot av Västmanlands läns hushållningssällskaps förvaltningsutskott 1839–1848, dess vice ordförande 1846-1848 och blev hedersledamot 1849. Han var ledamot av Krigsvetenskapsakademien. Kuylenstierna blev 1818 riddare och 1849 kommendör av Svärdsorden.